# Pori (stacja kolejowa)
Pori (fiń. Porin rautatieasema) – stacja kolejowa w Pori, w prowincji Finlandia Zachodnia, w Finlandii. Obecny dworzec został wybudowany w 1937 po południowej stronie miasta, ale po rozbudowie znajduje się praktycznie w jego centrum.
Stacja posiada dwa perony, w tym jeden wyspowy. Spośród trzech torów, trzeci jest praktycznie nieużywany. Wyjątkiem jest czas, w którym w mieście odbywa się festiwal Pori Jazz.